# Adèle (prénom)
Pour les articles homonymes, voir Adèle.
Cette page présente le prénom Adèle ainsi que ses variantes.
Adèle est un prénom féminin français.

## Étymologie
Adèle est un prénom d'origine germanique. Il est issu du vieux haut allemand adal qui signifie « noble ».

## Variantes
On rencontre les variantes Adèla, Adeleine, Adélia, Adélie , Adeline  et Adelle.

## Histoire
Ce prénom, bien connu au Moyen Âge, demeure longtemps en usage et est encore à la mode au XIXe siècle. Il tombe alors progressivement en désuétude, jusqu'aux années 1980 , où il plaît à nouveau.

## Fête et saint patron
Adèle de Pfalzel (660-24 décembre 734), fille de Dagobert II. Fête le 24 décembre.

## Occurrence
En 2022, environ 33 554 Françaises portent ce prénom. Son année record d'attribution est 2022 avec 1 707 naissances. Adèle est le 208e prénom le plus attribué depuis 1900. Il est 30e au palmarès 2020.

## Personnalités portant ce prénom
- Sainte Adèle
- Adèle de France
- Adèle de Ponthieu

Pour les articles sur les personnes portant ce prénom, consulter la liste générée automatiquement.